# ITA Airways
ITA Airways – włoski narodowy przewoźnik lotniczy, istniejący od 2021. Od początku rozpoczęcia działalności do kwietnia 2025 linia lotnicza należała do sojuszu SkyTeam.

## Historia
Linia funkcjonuje od 15 października 2021, dzień po zakończeniu działalności przez linie Alitalia, które ogłosiły bankructwo, w tym dniu obsługiwała 44 porty na 59 trasach.
Agencja ratingowa Skytrax przyznała przewoźnikowi cztery gwiazdki.
Linia ITA Airways została papieską linią lotniczą 2 grudnia 2021.

### Przejęcie przez Lufthansę
W maju 2023 Grupa Lufthansy ogłosiła dojście do porozumienia z włoskim rządem w sprawie zakupu 41% udziałów w linii lotniczej. Transakcja w wysokości 325 mln euro została jednak wstrzymana do lipca 2024, kiedy to Komisja Europejska wyraziła zgodę na przejęcie. Zamknięcie transakcji zaplanowane było na 13 stycznia 2025, jednak ostatecznie nastąpiło dwa dni później, wymieniając przy tym zarząd.
W lutym 2025 rozpoczęła się integracja ITA Airways z grupą poprzez dołączenie do programu lojalnościowego Lufthansy Miles & More. W marcu połączono systemy rezerwacyjne, skoordynowano loty, realizację lotów przeniesiono do terminali Lufthansy w hubach we Frankfurcie i Monachium oraz rozpoczęto codesharing na ponad 100 trasach.
W kwietniu 2025 przewoźnik opuścił SkyTeam, a w pierwszej połowie 2026 planowane jest dołączenie do sojuszu Star Alliance.

## Flota
Według stanu na czerwiec 2025 flota ITA Airways składała się ze 100 samolotów o średnim wieku 6,3 lat:
| Samolot         | Samolot | Samolot   | Liczba miejsc | Liczba miejsc | Liczba miejsc | Liczba miejsc | Uwagi                                     |
| Model           | Aktywne | Zamówione | B             | P             | E             | Łącznie       | Uwagi                                     |
| --------------- | ------- | --------- | ------------- | ------------- | ------------- | ------------- | ----------------------------------------- |
| Airbus A220-100 | 12      | –         | –             | –             | 125           | 125           | Elastyczna konfiguracja miejsc klas B i E |
| Airbus A220-300 | 13      | 1         | –             | –             | 148           | 148           | Elastyczna konfiguracja miejsc klas B i E |
| Airbus A319-100 | 10      | –         | –             | –             | 144           | 144           | Elastyczna konfiguracja miejsc klas B i E |
| Airbus A320-200 | 17      | –         | –             | –             | 174           | 174           | Elastyczna konfiguracja miejsc klas B i E |
| Airbus A320-200 | 17      | –         | –             | –             | 180           | 180           | Elastyczna konfiguracja miejsc klas B i E |
| Airbus A320neo  | 19      | 4         | –             | –             | 180           | 180           | Elastyczna konfiguracja miejsc klas B i E |
| Airbus A321neo  | 7       | 2         | 12            | 12            | 141           | 165           |                                           |
| Airbus A330-200 | 5       | –         | 20            | 17            | 219           | 256           |                                           |
| Airbus A330-900 | 11      | 7         | 30            | 24            | 237           | 291           |                                           |
| Airbus A350-900 | 6       | –         | 33            | 24            | 262           | 319           |                                           |
| Łącznie         | 100     | 14        |               |               |               |               |                                           |

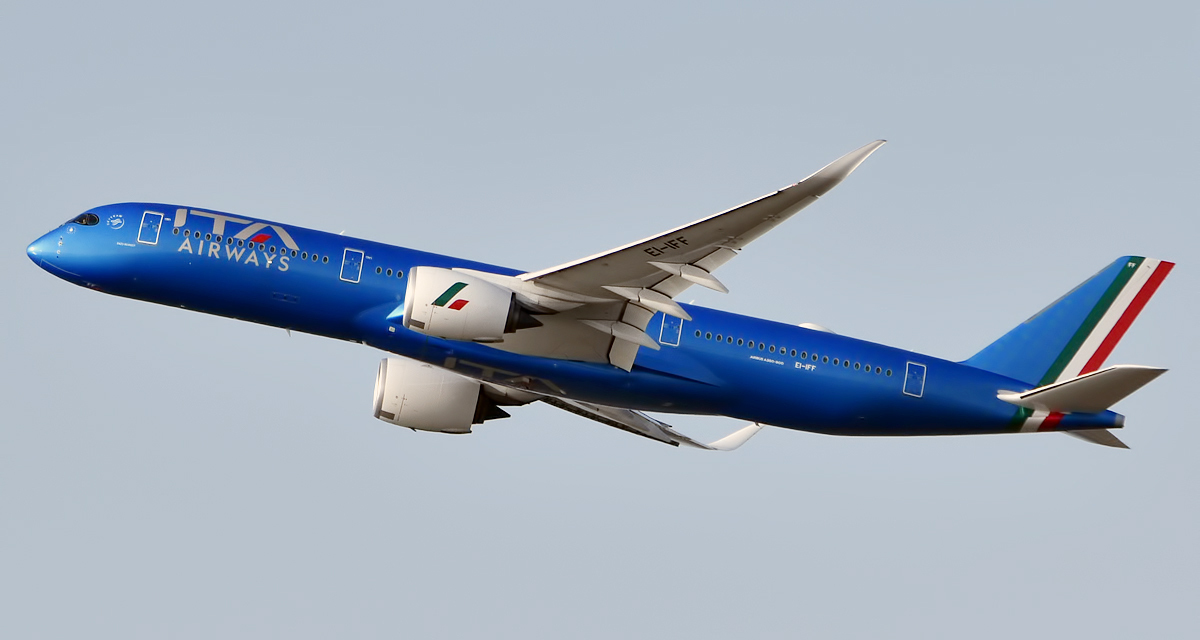
Airbus A350 ITA Airways startujący z  Portu lotniczego Rzym-Fiumicino im. Leonarda da Vinci
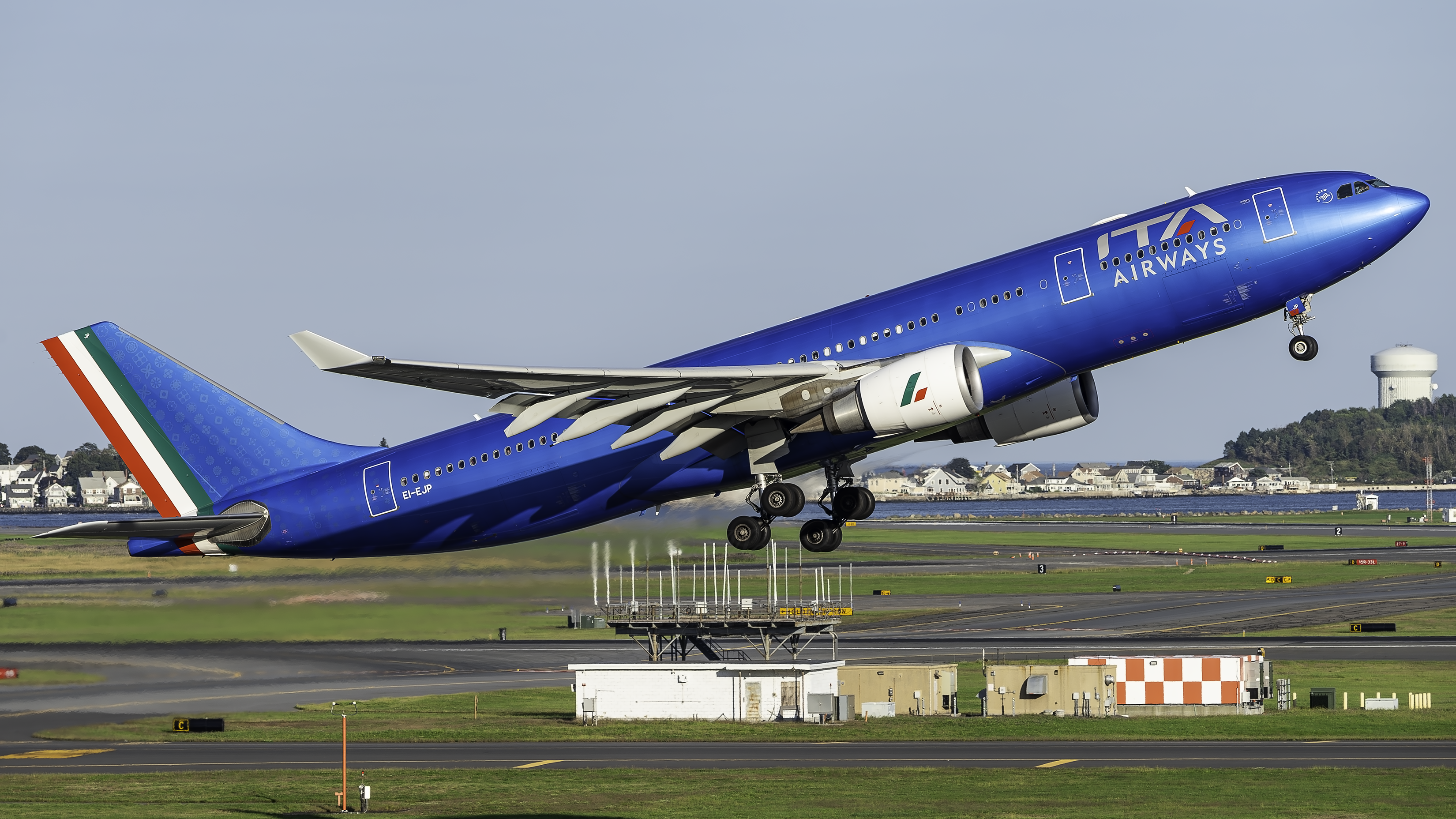
Airbus A330, którym Papież Franciszek przyleciał do Kanady w 2022
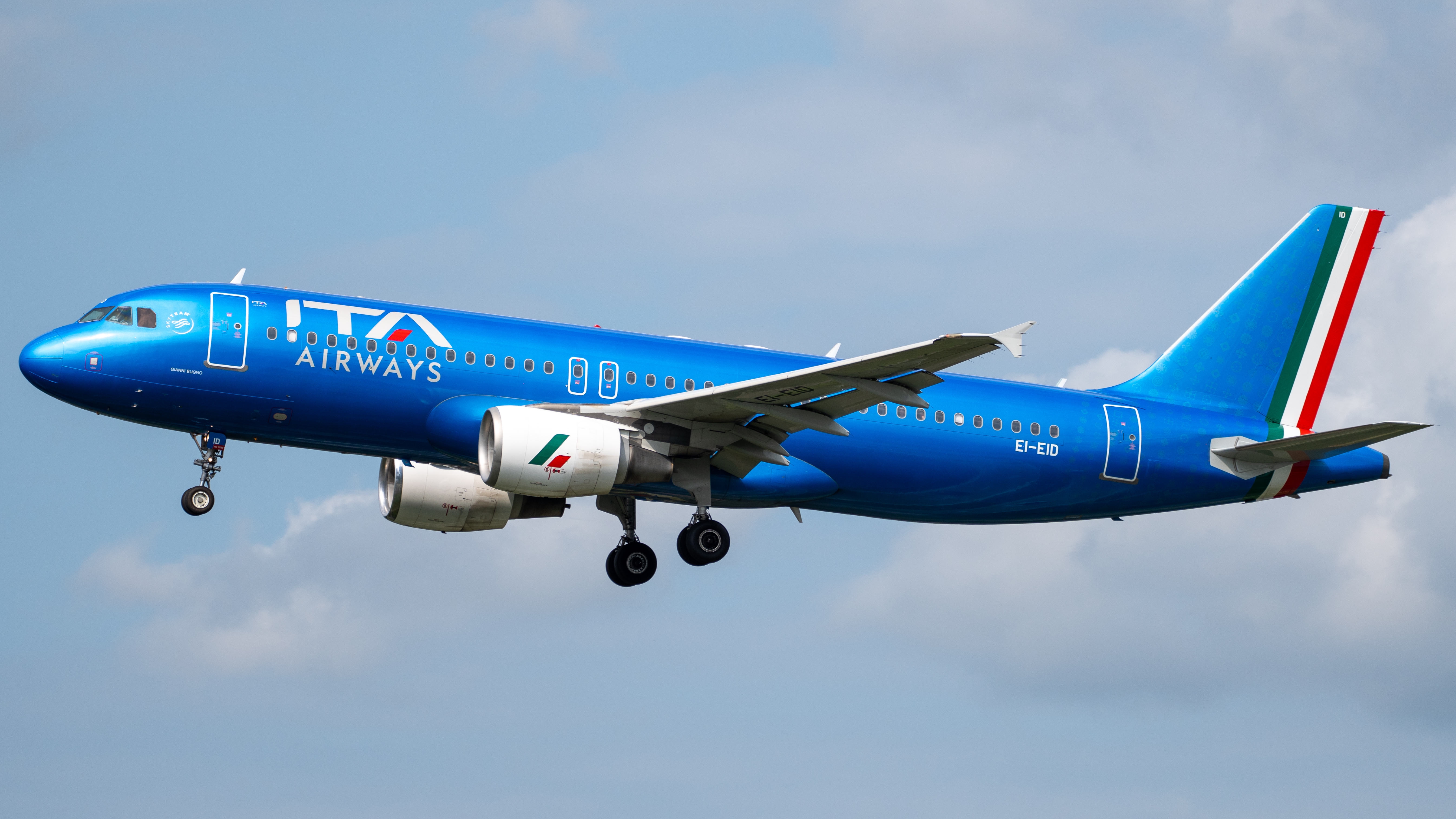
Airbus A320 linii w Porcie lotniczym Hamburg